# Siêu lục địa
Trong địa chất học, một siêu lục địa hay một siêu đại lục là một vùng đất rộng lớn chứa nhiều hơn một lõi châu lục hay nền cổ (craton). Hiện nay, tổ hợp của các nền cổ và các địa thể bồi tích tạo ra đại lục Á-Âu, cũng như ở mức độ nhỏ hơn là châu Mỹ khi gộp tổng thể, được coi là các siêu lục địa.

## Lịch sử
Phổ biến nhất, các nhà cổ địa lý học sử dụng thuật ngữ siêu lục địa để chỉ một vùng đất rộng lớn duy nhất, bao gồm tất cả các châu lục ngày nay. Siêu lục địa sớm nhất đã biết có lẽ là Vaalbara. Nó hình thành từ các tiền-lục địa và là một siêu lục địa vào khoảng 3,1 tỷ năm trước (3,1 Ga). Vaalbara đã vỡ ra khoảng 2,8 Ga. Siêu lục địa Kenorland hình thành khoảng 2,7 Ga và sau đó vỡ ra vào khoảng sau 2,5 Ga thành các nền cổ tiền-châu lục, gọi là Laurentia, Baltica, Australia và Kalahari. Siêu lục địa Columbia hình thành và vỡ ra trong giai đoạn từ 1,8 tới 1,5 Ga.
Siêu lục địa Rodinia vỡ ra khoảng 750 triệu năm trước (750 Ma). Một trong các mảnh của nó bao gồm phần lớn của các châu lục hiện nay nằm ở Nam bán cầu. Các mảng kiến tạo đã đem các mảnh của Rodinia lại cùng nhau theo các cấu hình khác biệt trong Hậu Cổ sinh, tạo thành siêu lục địa được biết đến dưới tên gọi Pangaea. Pangaea sau đó vỡ ra thành các siêu lục địa phía bắc và phía nam, với tên gọi tương ứng là Laurasia và Gondwana.
Các nghiên cứu ngày nay đã gợi ý rằng các siêu lục địa hình thành theo các chu kỳ, hợp lại và tách ra bởi chuyển động của các mảng kiến tạo, với chu kỳ xấp xỉ 250 triệu năm.

## Địa chất học
Các siêu lục địa ngăn chặn luồng nhiệt từ trong lòng Trái Đất thoát ra, và vì thế làm cho quyển astheno bị quá nóng. Cuối cùng, thạch quyển sẽ bắt đầu tạo vòm về phía trên và rạn nứt, macma khi đó sẽ trào lên và các mảng lục địa bị đẩy ra xa nhau. Hiện tại người ta vẫn còn đang tranh luận xem các siêu lục địa được tái hình thành như thế nào, bao gồm có hay không việc các mảng kiến tạo làm cho chúng tái hợp sau khi đã chu du vòng quanh hành tinh, hoặc chúng di chuyển ra xa nhau và sau đó ngược trở lại cùng nhau như thế nào.
Trong các lĩnh vực nghiên cứu khác, như lịch sử và địa lý, các vùng đất rộng lớn nối với nhau bằng các eo đất cũng được coi là các siêu lục địa hay chỉ là các châu lục, chẳng hạn như châu Mỹ. Một số sử gia gọi vùng đất tổ hợp gồm châu Phi và đại lục Á-Âu là siêu lục địa Phi-Á-Âu.

## Các siêu lục địa trong suốt lịch sử địa chất
Các bảng dưới đây đã tái tạo lại các siêu lục địa cổ đại, sử dụng định nghĩa lỏng lẻo năm 2011 của Bradley,  với khoảng thời gian xấp xỉ hàng triệu năm trước (Ma).
Danh sách này không đầy đủ; bạn có thể giúp đỡ bằng cách mở rộng nó.
| Tên siêu lục địa     | Tuổi (Ma)   | Khoảng thời gian / Thời đại | Trích dẫn |
| -------------------- | ----------- | --------------------------- | --------- |
| Vaalbara             | 3.636-2.803 | Eoarchean-Mesoarchean       |           |
| Ur                   | 2,804-2,408 | Mesoarchean-Siderian        |           |
| Kenorland            | 2.720-2.114 | Neoarchean-Rhyacian         |           |
| Bắc Cực              | 2.114-1.995 | Rhyacian-Orosirian          |           |
| Atlantica            | 1.991-1.124 | Orosirian-Stvian            |           |
| Columbia (Nuna)      | 1,820-1,350 | Orosirian-Ectasian          |           |
| Rodinia              | 1.130       | Tiếng Armenia               |           |
| Pannotia             | 633-573     | Ediacara                    |           |
| Gondwana             | 596-578     | Ediacara                    |           |
| Laurasia và Gondwana | 472-451     | Bình thường                 |           |
| Pangea               | 336-173     | Carboniferous-Jurassic      |           |